# Takashi Kiyama
Takashi Kiyama (木山 隆之?, Kiyama Takashi; Prefettura di Hyōgo, 18 febbraio 1972) è un ex calciatore giapponese, di ruolo difensore.